# (34927) 6189 P-L
6189 P-L (asteroide 34927) é um asteroide da cintura principal. Possui uma excentricidade de 0.16208850 e uma inclinação de 1.67768º.
Este asteroide foi descoberto no dia 24 de setembro de 1960 por Cornelis Johannes van Houten e Ingrid van Houten-Groeneveld e Tom Gehrels em Palomar.